# Divisão N.º 12 (Alberta)
A Divisão N.º 12 é uma das dezenove divisões do censo da província canadense de Alberta, conforme definido pela Statistics Canada. A divisão está localizada no nordeste da Região Central de Alberta, e sua maior comunidade urbana é o município de Cold Lake.